# Mòmies de Gebelein
Les mòmies del període predinàstic de Gebelein són sis cossos momificats, que daten aproximadament del 3400 aC, del període predinàstic tardà de l'Antic Egipte. Van ser els primers cossos complets descoberts pertanyents a aquest període. Wallis Budge, conservador d'Egiptologia del Museu Britànic, va ser l'encarregat d'excavar i exhumar les mòmies de les seves tombes de sorra properes a Gebelein (avui, Naga el-Gherira), al desert d'Egipte.
Budge va excavar tots els cossos ubicats en la mateixa fossa. Dos d'ells van ser identificats com els d'un home i una dona, a diferència dels altres de gènere indeterminat. Els cossos es van cedir al Museu Britànic el 1900. En el moment de l'excavació, es van documentar alguns aixovars funeraris com ara "pedres i gerros", tot i que no es van cedir al Museu Britànic i el seu parador roman desconegut. Tres de les mòmiess van trobar-se tapades amb mantes de diferents tipus (estores de canyes, de fibra o de pell d'animal), les quals encara resten amb els cossos. Els cossos es van trobar en posició fetal jaient sobre el costat esquerre.
Des del 1901, el primer cos que es va excavar s'exposa al Museu Britànic. Aquest cos va ser anomenat originàriament "Ginger" a causa dels seus cabells rojos; actualment ja no s'usa aquest sobrenom per normes ètiques recents sobre les restes humanes.

## Excavació
El 1895 i el 1896 es van excavar les ruïnes d'Abidos, Tukh, Hieracòmpolis i Gebelein. El 1892, Jacques de Morgan, director de les Antiguitats d'Egipte, va demostrar que la ceràmica trobada a Abidos i Nakadah era anterior al període dinàstic, fet que va atraure l'interès de molts arqueòlegs europeus. Un cop completades les excavacions, els residents d'Egipte van continuar cercant llocs que continguessin més restes. El 1895 E. A. Wallis Budge, del Museu Britànic, va adquirir fèretres inscrits i mobiliari funerari de les tombes de la Dinastia XII a Al-Bersha, treballant amb el Servei d'Antiguitats d'Egipte. Budge va començar a comprar troballes predinàstiques a la gent local com ara bols, llances i puntes de fletxa, pedres esculpides i figures d'ossos i restes humanes parcials (descrites principalment com a ossos sense pell o carn).
El 1896, un habitant de Gebelein va dir-li a Budge que havia trobat més mòmies i el va portar fins al lloc on eren els cossos. Budge els va identificar immediatament com a pertanyents al període predinàstic, convertint-se així en les primeres restes humanes trobades d'aquella època. Les excavacions van inhumar un total de sis cossos monificats en fosses excavades directament a la sorra de Barh Bila Ma (al riu Waterless), situat als pendents d'un turó a l'est de Gebelein.
L'únic aixovar que s'hi va trobar va ser un pot relacionat amb el cos adult d'una dona i restes de vímet, pell d'animal i lli amb els altres cossos. En l'època predinàstica els cossos s'enterraven nus i, a vegades, lleugerament embolicats. En els enterraments com aquell, la sorra calenta que cobreix el mort i les condicions ambientals fan que la majoria de l'aigua del cos s'evapori i es dreni ràpidament. Així, el cadàver s'asseca de manera natural i es conserva molt millor. Aquest mètode va ser àmpliament usat en l'època predinàstica d”Egipte, abans de dur a terme la momificació artificial. La momificació natural que es produeix amb la sorra seca en els enterraments és a la base de les crrences originals egípcies sobre la vida després de la mort, i va començar la tradició de deixar menjar i estris pel més enllà.
Tots els cossos estaven en la mateixa posició, estirats cap al costat esquerre i amb els genolls doblegats cap a la barbeta. Aquesta posició fetal és típica de l'època predinàstica d'Egipte.
L'interès arqueològic en la zona de Gebelein va començar a principis del segle xviii i Benoît de Maillet ja la va afegir a la seva Descripció d'Egipte. El lloc inclou les restes d'un temple dedicat a la divinitat Athor (deessa de l'amor), amb nombrosos cartutxos marcats en maons de fang i una estela reial de la II i III Dinasties. Les troballes del període següent inclouen 400 ostraka demótics i grecs de guarnició mercenaria dels segles III i II aC. Avui en dia es pot trobar material d'aquesta zona als museus de Torí, El Caire, Lió i al Londres.

## Descripció
Havien inhumat els cossos en tombes separades, excavades directament a la sorra. Havien posat els cossos en posició fetal, tal com era costum en aquesta època.
El 1967, un estudi amb raigs X, i amb l'ajuda de fotografies de totes les mòmies del departament d'Antiguitats egípcies del Museu Britànic, va permitre l'anàlisi acurat de les mòmies de Gebelein. Els resultats es mostren a continuació:
| Identificatiu | Mida | Edat i sexe                         | Comentaris |
| ------------- | ---- | ----------------------------------- | --- |
| 32751         | 1.63 | Home adult                          | Aquest home adult té totes les dents en bon estat. Al crani hi té manyocs de pèl vermell, que li van valer el seu sobrenom de Ginger; aquest color es pot haver produït com a resultat de la pròpia momificació. Les costelles, l'anell pèlvic dret, els fémurs, les tíbies i els peroners estan fracturats, tot i que no hi ha evidències d'artritis. Li falten el dit índex de la mà esquerra i algunes de les ultimes falanges dels peus. |
| 32752         | 1.51 | Dona adulta                         | Es tracta d'una dona adulta amb fractures al crani, així com amb d'altres fractures en ossos del seu cos produïdes després de la mort. Tanmateix els ossos es troben en bon estat. Té una llarga cabellera bruna. |
| 32753         | 1.49 | Adolescent (sexe incert)            | Aquest cadàver d'adolescent va acompañat d'un crani, separat del cos, que podria pertànyer a un altre cos. Les dents mostren marques d'ús. Totes les costelles, la tíbia esquerra i el fèmur dret estan fracturats. La tíbia mostra les línies de creixement aturades. Es va fer servir lli per a embolicar-li el pit i l'abdomen. |
| 32754         | 1.60 | Home adult                          | Es tracta d'un home adult amb opacitat quadrada al crani i les dents sanes. El cos mostra fractures a la novena costella i al fèmur dret i una esquerda a l'esquerra del gran entramat ciàtic. Falten diversos dits i la mà esquerra s'ha deslligat a nivell del canell. Hi ha manyocs de cabells castanys al cuir cabellut. |
| 32755         | 1.52 | Adult d'edat avançada (sexe incert) | El cos d'aquesta persona gran té ossos descalcificats, vinculats a l'osteoporosi senil. El cos probablement reposava en una cistella de vímet, coberta amb una pell d'animal, ja que es van trobar restes de vímet i pell, així com trossos de lli relacionats amb aquesta mòmia. Tenia totes les dents, que presentaven les corones gastades. Té moltes costelles fracturades. Les cames es van desprendre del cos a causa de fractures a l'alçada de la meitat de la longitud dels fémurs. Hi ha línies d'aturada del creixement a les tíbies i els últims ossos dels artells dels peus estan desapareguts en la seva majoria. |
| 32756         | 1.51 | Adult (probablement un home)        | Aquest cos adult presenta restes de venes al coll, a la pelvis i al turmell dret. El crani s'ha desprès, i li falten els incisius, malgrat les dents restants estan en bon estat de salut. El cos té costelles i el fèmur esquerre trencats. Té un braç dislocat a l'alçada de l'espatlla i la mà esquerra i els dos peus separats del cos. |

## Mort de l'home de Gebelein
El novembre de 2012 es va revelar que l'Home de Gebelein (EA 32751) probablement havia estat assassinat. Una tomografia computada del cos momificat feta per l'hospital de Cromwell a Londres va mostrar que l'Home de Gebelein tenia entre 18 i 20 anys en el moment de la seva mort, i que estava en bona condició física. Sota el seu omòplat esquerre, l'escànner hi va revelar una perforació; l'arma va usar-se amb tanta força que li va danyar lleugerament l'omòplat esquerre, però va destruir la costella de sota i va penetrar el pulmó. Es creu que la ferida va ser causada per un objecte de coure o un ganivet de pedra d'almenys 12cm de llargada i 2cm d'amplada. Daniel Antoine, expert en restes humanes del Museu Britànic, creu que l'Home de Gebelein va ser atacat per sorpresa, ja que no hi havien ferides que suggerissin que es va defensar.

## Història de l'exposició
Les mòmies van ser adquirides pel Museu Britànic el 1900. El cos d'home adult, amb número EA 32751 (després anomenat "Ginger"), va ser exposat el 1901 i va ser el primer cos momificat que va veure el públic. Més enllà d'absències puntuals per manteniment, ha romàs exposat a la mateixa galeria des del 1901. El 1987, el cos es va treure de l'exposició temporalment per a la seva restauració, i el cos de dona momificat, amb número EA 32752, el va substituir. Se la va anomenar "Gingerella" malgrat que el cos tenia els cabells llargs i marrons.
El cos masculí EA 32751 està exposat en una tomba reconstruïda de sorra al Museu Britànic a l'habitació 64 i en el departament 15. Tot i que Budge va escriure sobre els "pots i pedres" juntament amb el cos, aquests no van ser adquirits pel museu. En comptes dels originals, hi ha exposats nombrosos aixovars funeraris extrets de tombes similars d'aquell mateix període. Els aixovars funeraris inclouen pots de fang amb tapa negra que eren típics del període predinàstic Naqada II, i pots llisos i de colors polits, i bols típics de períodes posteriors. També hi ha paletes de pissarra, recipients de pedra dura i ganivets també de pedra de fòssil que s'associarien amb enterraments més elaborats del període històric.
| «                                        | Un home estava embolicat amb pell; el segon amb una estora de fibres de coco; i el tercer estava enrotllat en una feta de canya. La dona no estava embolicada, i l'únic pot que hi havia en el seu fèretre contenia el que semblava ser un tipus de farinetes seques. Vaig desembolicar el primer home que haviem extret de la seva tomba a Gelebein un dissabte de març de 1990, en presència de Lord Crawford i el director de la biblioteca, i un cop estirat sobre la taula estava tan sencer com quan el vam trobar a Gelebein. Però quan va tornar a ser examinat el següent dilluns el matí, es va descobrir que faltava una de les articulacions del dit índex, i això, pel meu coneixement, mai s'havia vist abans. El cos va ser exposat immediatament a la Primera Habitació Egípcia i, per primera vegada, el públic britànic va poder veure un Egipci neolític. | » |
| — Wallis Budge, By Nile and Tigris, 1920 | |   |

Dels altres cinc cossos, només s'ha exposat la dona adulta amb número EA 32752. El 1997/8 el cos va formar part d'un tour a Roma com a part d'una exposició de Cares Antigues del Palazzo Ruspoli, El 2001 el cos va retornar a Birmingham com a part de l'exposició Gas Hall Egypt Revealed. El 2001, abans de sortir a subhasta, el cos havia estat restaurat usant paper japonès Kozo per fixar el dit balder, tornar a unir una costella i alguns panys de cabells. Es van usar tires de polietilè per a reduir la mobilitat del braç dret.